# Läderkulturen
Läderkulturen är den homosexuella delen av BDSM- och fetischkulturen. Läderkulturen var den första BDSM-kulturen, med rötter från 1940-talet och omfattar i viss mån även lesbiska. Ordet ibland användas för hela BDSM- och fetischkulturen.